# 多米尼克·佩罗
多米尼克·佩罗（法語：Dominique Perrault，1953年4月9日—），出生于法国克莱蒙费朗，法国建筑师，城市规划师。

## 生平经历
1953年 生于法国克莱蒙费朗
1978年 取得法国巴黎国立高等美术学院建筑学文凭
1979年 取得巴黎国立桥路学校城市规划高等文凭
1980年 取得巴黎高等商业研究学院社会科系学历史学硕士文凭
1981年 在巴黎开设事务所
1984年 马恩河谷高等电子与电子技术工程学院竣工
1989年 法国国家图书馆国际设计竞赛中获胜
1990年 法国巴黎贝利埃工业馆竣工
1992年 德国柏林奥林匹克自行车馆和游泳馆国际设计竞赛中获胜在柏林开设事务所
1993年 法国国家建筑奖
1996年 奥地利因斯布鲁克市政厅国际设计竞赛中获胜
1997年 法国国家图书馆获密斯·凡·德罗欧洲当代建筑奖
2000年 欧洲共同体法院（a+u中文版030期P46-66）扩建，并在卢森堡开设事务所
2002年 西班牙马德里奥林匹克网球中心（a+u中文版030期P66-88）国际设计竞赛中获胜；奥地利维也纳多瑙新城双塔（a+u中文版030期P98-102）都市规划国际设计竞赛中获胜
2003年 俄罗斯圣彼得堡新马林斯基国际设计竞赛中获胜
2004年 韩国首尔梨花女子大学（a+u中文版030期P20-42）国际设计竞赛中获胜；创立“多米尼克·佩罗建筑（DPA）”俄罗斯分部
2006年 创立“多米尼克·佩罗建筑”西班牙分部
2008年 意大利圣佩莱格里诺温泉浴场（a+u中文版030期P92-98）国际设计竞赛中获胜；法国巴黎蓬皮杜中心举办《多米尼克·佩罗建筑》展
2009年 保加利亚索菲亚新城市中心国际设计竞赛中获胜
2010年 获法国建筑学院建筑金奖
2015年 入选为法兰西艺术院院士(Académie des Beaux-Arts)

## 所获奖项
1983年 获第12届“新建筑工程奖”
1983年 获建设司颁发的“年轻建筑师奖”
1984年 SOMIT作品，获《建筑与名家》（AMO）杂志颁发的一等奖
1987年 获塞纳河和马恩河地区（Seine et Marne）部门特别奖
1987年 获建筑领域管理中心奖
1990年 获法国银角尺建筑奖（Prix de l'Équerre d'argent）
1990年 Berlier工业旅馆作品，获AMO杂志颁发的一等奖
1990年 Berlier工业旅馆作品，获Moniteur杂志颁发的一等奖
1992年 Berlier工业旅馆作品，获欧洲工业建筑大奖
1992年 法国国家图书馆，获法国城市规划银奖（Médaille d'argent de l'urbanisme）
1993年 获法国国家建筑大奖（Grand prix national de l'architecture）
1995年 被授予荣誉军团骑士勋章（Chevalier de la Legion d'Honneur）
1996年 SOM工业旅馆作品，获欧洲工业建筑奖构造方面特别奖
1997年 法国国家图书馆作品，获“密斯·凡·德罗欧洲当代建筑奖”之欧洲建筑部分奖（该奖由创始人密斯·凡·德·罗和欧洲最高法院颁发）
1999年 柏林奥林匹克赛车场和游泳馆作品，获德国建筑奖银奖
2000年 法国国家图书馆阅读椅设计作品，获“AIT办公家具竞赛”一等奖
2001年 阿普克利斯（APLIX）工厂作品，获香港《世界建筑》杂志“最佳工业建筑奖”金奖
2002年 維尼西厄（Venissieux）多媒体中心，获香港《世界建筑》杂志“最佳欧洲公共建筑奖”金奖
2005年 美国剑桥（马萨诸塞州）GKD工厂，获美国建筑师协会（AIA）2005最佳工业建筑奖
2008年 韩国首尔梨花女子大学，获韩国首尔都市建筑金奖
2009年 美国巴尔的摩大学法律学院设计竞赛，获美国建筑师协会（AIA）设计奖（Design Award）
2010年 法国里尔Onix办公楼，获法国房地产开发商联盟（FPC）“企业地产”类“银金字塔”奖(Pyramide d'argent)
2010年 韩国首尔梨花女子大学，获法国建筑师境外设计大奖(Grand prix AFEX)
2010年 获法国建筑学院建筑金奖(Grande médaille d'or de l'Académie d'architecture)
2013年 被授予荣誉军团军官勋章(Officier de la Légion d'Honneur)
2014年 维也纳DC塔，获Emporis摩天大楼二等奖
2015年 获日本高松宫殿下纪念世界文化奖(Praemium Imperiale)

## 个人介绍
多米尼克·佩罗于1978年毕业于法国国立巴黎高等美术学院建筑系。他同时拥有法国巴黎国立桥路学校（ENPC）颁发的城市规划学位以及巴黎高等商业研究学院（HEC）社会科学学院的历史系研究生学位。
毕业后的佩罗于1981年在巴黎开设自己的建筑师事务所。1989年，年轻的他在法国国家图书馆的国际竞赛中胜出，他又于1992年的柏林奥林匹克自行车馆和游泳馆国际设计竞赛中成功中标。这两项国际竞赛成就了他的国际声望。之后他屡屡在一些重要的国际设计竞赛中中标，例如，1996年卢森堡欧洲共同体法院项目，2002年西班牙马德里奥林匹克网球中心项目，2004年韩国首尔梨花女子大学项目，以及2007年日本大阪市富国生命大厦项目等。
佩罗的设计使他斩获多项国际建筑大奖，其中包括1993年法国国家建筑奖，1997年因国家图书馆的设计而获得的密斯·凡·德罗欧洲当代建筑奖，2010年法国建筑学院建筑金奖，以及2015年日本高松宫殿下纪念世界文化奖等。与此同时，佩罗还被授予为法国荣誉爵士，长期担任法国建筑学会的成员。从1998年11月到2001年2月期间他担任法国建筑师协会的会长。2010年他被任命为威尼斯建筑双年展法国馆的设计师。自2012年起，佩罗又成为“大巴黎”项目（Grand Paris）的国际学术委员会建筑顾问。2015年他被评选为法兰西艺术院院士。
佩罗的建筑作品经常于全世界许多知名博物馆展出，其中包括2008年于巴黎蓬皮杜国家现代艺术博物馆展出的佩罗个人建筑回顾展。同时，他被邀请在世界各地做讲演，并在多个研究会和评审会中担任委员。佩罗还在多所国外大学任教，自2012年起受聘于瑞士洛桑联邦理工学院。
佩罗领导参与了一系列重要的城市遗产改造与修复工程，例如巴黎珑骧跑马场改造工程，凡尔赛宫杜福尔馆改造项目以及巴黎卢浮宫邮政局项目。2014年初，由佩罗设计的维也纳最高摩天大楼DC双子楼落成竣工，成为维也纳中心商务区的新地标。同年，位于法国阿尔比（Albi）大剧院也建成面世。
而2002年，他由于参加中央电视台新台址的竞标，佩罗开始走入中国这个巨大的建筑市场，开始为中国大众所了解。

## 设计
在与佩罗建筑事务所艺术总监葛艾拉·洛里奥-普雷沃斯特（Gaëlle Lauriot-Prévost）的携手合作下，佩罗对于室内布置和家具设计给予了特殊重视。通过他们对于各种材料的研究，特别是各种形式的金属网的尝试，佩罗将其探索成果大量地运用到他的建筑设计里面。
“在葛艾拉·洛里奥-普雷沃斯特(Gaëlle Lauriot-Prévost)的设计理念中，她认为最根本也最重要的就是直面建筑本身及其技术组件的决心。她往往通过对建筑进行提炼和调整来达到装饰建筑的目的，从而找到应对建筑难题的方案。从墙面装饰的几何比例到建筑构件的安装细节，从室内灯光的空间效果到室内空间的声学表现，她关注的地方覆盖到建筑的方方面面。
洛里奥-普雷沃斯特通过她严谨且富有诗意的创作，与其将材料进行雕琢或转变，她更多地对材料进行调整、重复、阐释或是转置。她创作的原料，往往是最基础的工业材料，那些最不起眼的匿名的原材料，她将它们的原始用途进行转变，对它们进行装饰，让它们进入公众的视野。
她的作品往往和其展出的空间不可分割，有时甚至在一个非常大的尺度上和展览空间进行互动，从这个角度讲，她的作品就像一座建筑不可或缺的伴侣一样。”

## 主要作品

贝利埃工业旅馆（1986-1990）

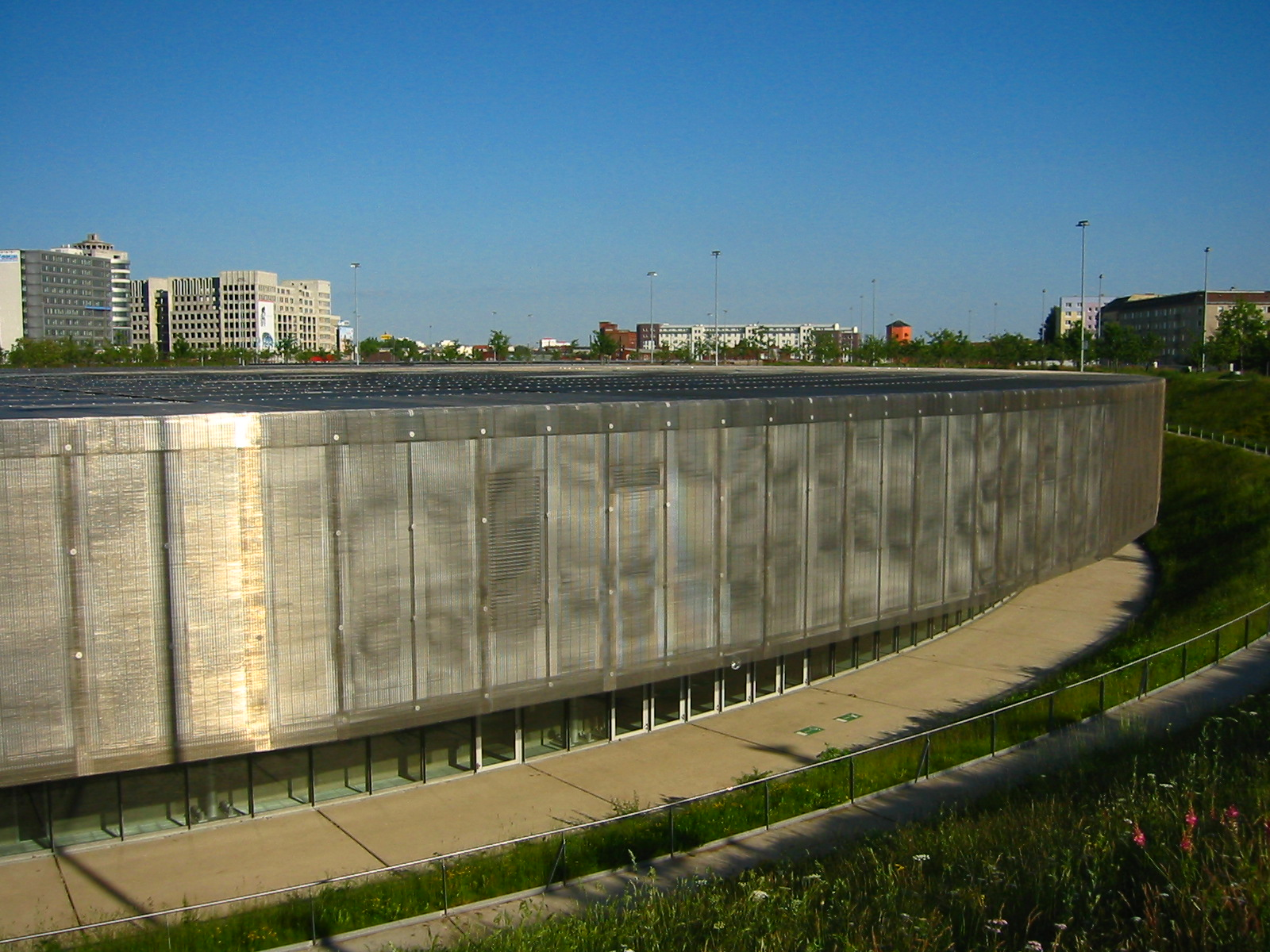
柏林奥林匹克自行车馆（1992-1999）

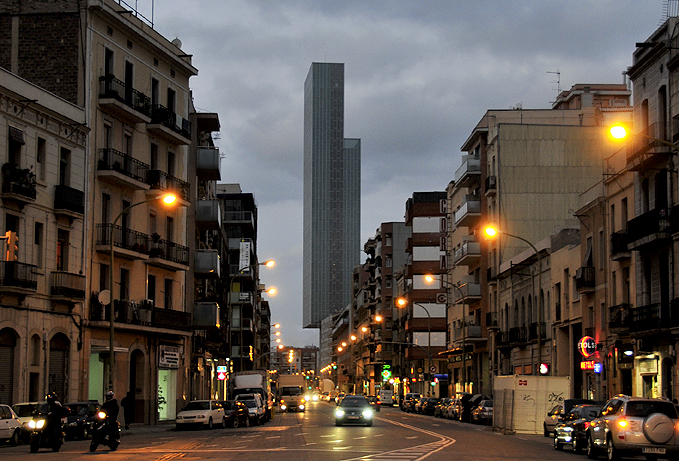
巴塞罗那ME酒店 (1999-2008)

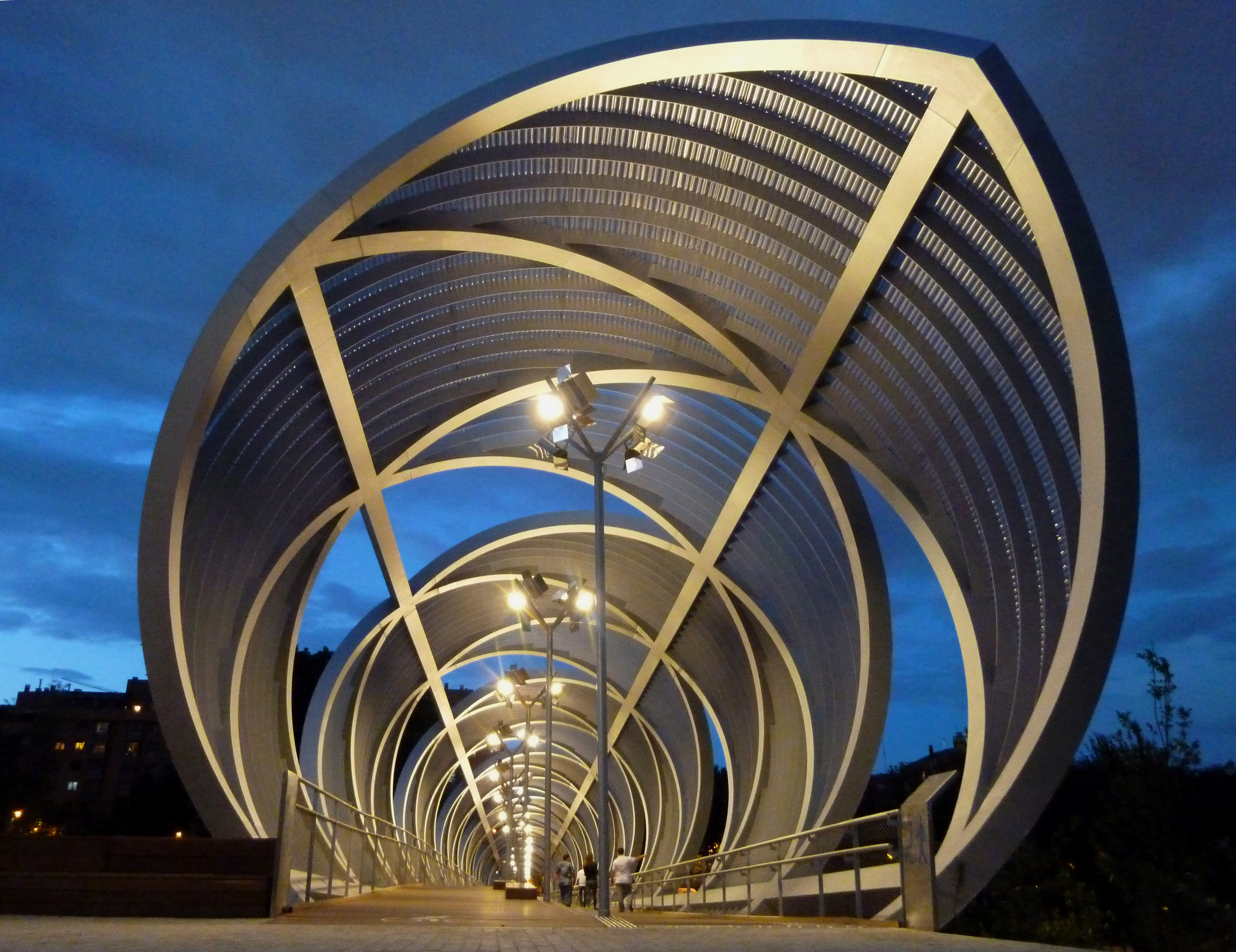
马德里阿尔甘苏埃拉(Arganzuela)人行桥（2008-2011）

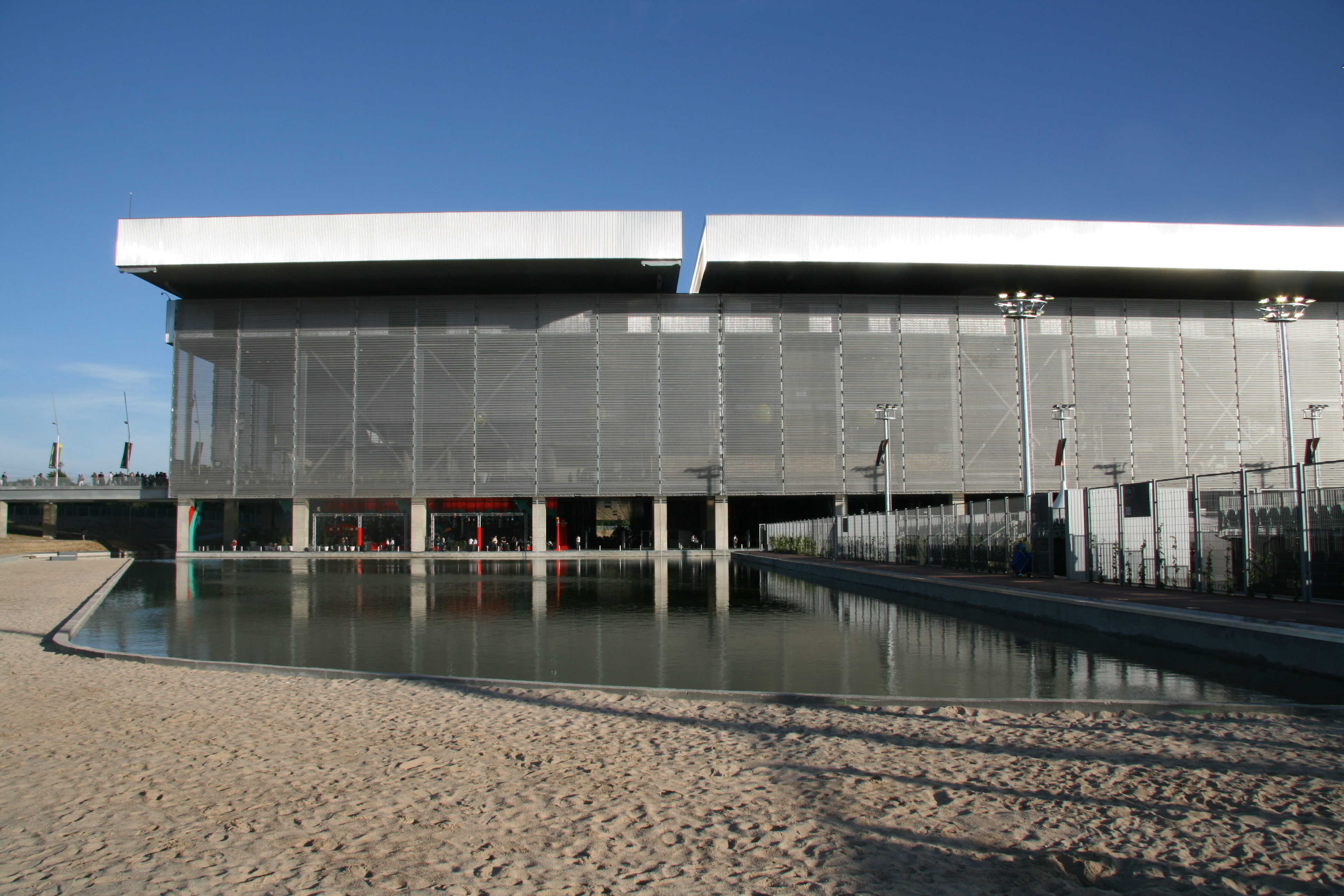
马德里奥林匹克网球中心（2002-2009）

1984-1987 法国，马恩拉瓦莱，巴黎高等电子与电工技术工程师学院(ESIEE)
1986-1990 巴黎Jean-Baptiste Berlier工业旅馆
1988-1991 法国圣日耳曼昂莱(Saint-Germain-en-Laye)Usinor-Sacilor会议中心
1989-1995 法国国家图书馆
1992-1999 德国柏林奥林匹克自行车馆和游泳馆
1992-1993 上海陆家嘴金融区规划研究
1996-2004 奥地利因斯布鲁克市政厅、办公楼、商业区以及酒店综合项目
1996-2008 卢森堡欧洲共同体法院
1997-1999 法国南特市阿普克利斯(APLIX)工厂
1999-2008 西班牙巴塞罗那Me酒店
1999-2009 西班牙巴塞罗那Hines办公楼
2001-2004 美国剑桥（马萨诸塞州）GKD工厂
2002-2009 马德里奥林匹克网球中心(La Caja Magica)
2004-2006 日本新潟能剧剧院
2005-2008 英国赖盖特Priory Park展馆
2004-2008 韩国首尔梨花女子大学
2004-2014 奥地利维也纳多瑙新城双子楼1号楼(DC Tower 1)
2005-2009 法国布洛涅-比扬古区(Boulogne Billancourt)办公楼
2006-2009 意大利米兰NH-fieramilano四星级酒店
2006-2010 日本大阪市富国生命大厦(Fukoku Tower)
2006-2012 法国鲁昂 (Rouen) 体育馆
2008-2011 马德里阿尔甘苏埃拉(Arganzuela)人行桥
2009-2014 法国阿尔比 (Albi)大剧院
2012-2013 瑞士洛桑联邦理工学院 (EPFL)老图书馆翻新工程

## 参加展览
1991年 巴黎但尼斯·合内-左岸(Denise Rene / Rive Gauche)画廊“肌理的概念”展
1992年 巴黎“法国建筑学会专题展”
1993年 塞维利尔佩罗II项工程展览
1994年 波尔多道奇公司Deux Rive款式展馆佩罗作品展
1996年 柏林AEDES画廊展览
1996年 瑞士卢塞恩建筑展廊展览
1996年 威尼斯双年展
1996年 荷兰鹿特丹建筑协会“对话中的欧洲”展
1997年 东京GA画廊“法国建筑师六人展”
1997年 里斯本Escola建筑展廊专题展
1998年 因斯布鲁克建筑协会佩罗专题展
1998年 法国建筑师协会“密斯·凡·德·罗奖”预选工程展览
1999年 塔林爱沙尼亚建筑博物馆，哥本哈根丹麦建筑中心佩罗作品展
1999年 德国魏玛包豪斯大学佩罗专题展
1999年 西班牙马德里ministerio de fomento画廊 “多米尼克·佩罗，建筑师、城市规划师”展
2000年 柏林法国学院佩罗作品展
2000年 赫尔辛基芬兰建筑博物馆佩罗作品展
2003年 圣彼得堡国家艺术雕刻建筑学院“新马林斯基剧院”展
2005年 北京清华大学佩罗专题展
2008年 巴黎蓬皮杜国家艺术与文化中心佩罗建筑展
2009年 马德里西班牙官方信贷局基金会佩罗建筑展
2010年 威尼斯建筑双年展法国馆“都市？”展(“Metropolis?”）策展人
2010年 东京东京歌剧城艺术画廊佩罗作品展
2014-2015 巴黎多米尼克·佩罗建筑师事务所 （DPA） “大地景观”展(“Groundscape ”）